# Česko na Eurovision Song Contest 2018

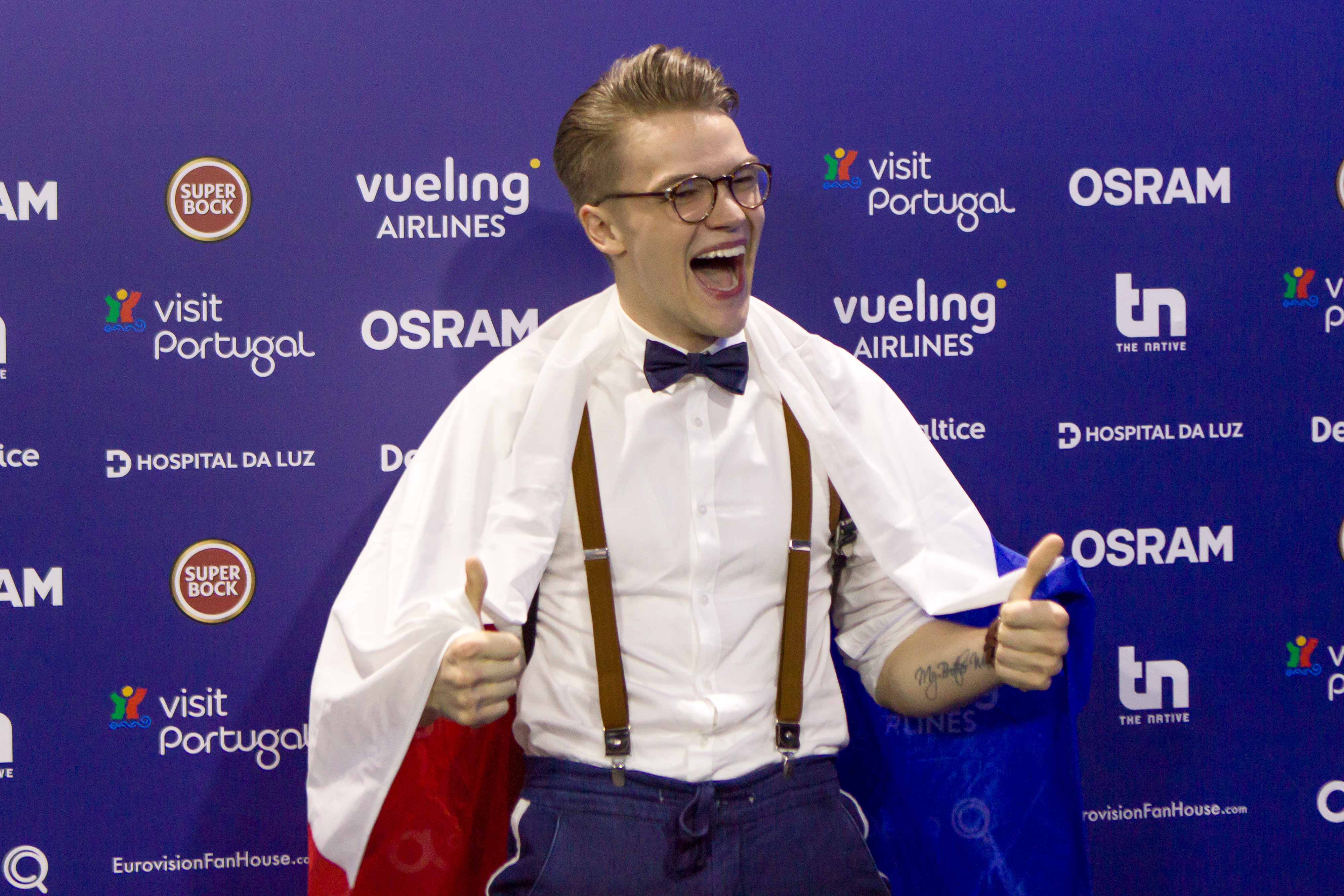
Mikolas Josef na tiskové konferenci po získání třetího místa v semifinále Eurovision 2018

Česko se účastnilo 63. ročníku hudební soutěže Eurovision Song Contest 2018. Národní finále organizovala veřejnoprávní Česká televize, aby se vybral účastník, který bude mít vystoupení na Eurovizi 2018 v portugalském hlavním městě Lisabonu. Vyhrál v něm Mikolas Josef se svou skladbou Lie to Me. Ten se umístil na třetím místě v semifinále a postoupil tak do finále. Zde získal celkově šesté místo z 43 zúčastněných zemí. Šlo tak o historicky nejúspěšnější účast České republiky na Eurovision.

## Před Eurovizí
Účast na Eurovizi 2018 byla potvrzena 26. září 2017. Mezi potvrzené účastníky národního výběru patřili Dasha, Mikolas Josef, Markéta Konvičková, Thom Artway, Elis Mraz, Pavel Callta, Lipo, Doctor Victor, Annabelle, Mariana Prachařová a skupina Eddie Stoilow.
Národní kolo Eurovision Song CZ probíhalo tak, že se nejdříve zasílaly do České televize jednotlivé hudební vstupy. Těch bylo přes 400, přičemž 36 bylo od domácích autorů. Poté odborná porota vybrala z došlých písní šest nejlepších. Soutěžící i jejich písně byli veřejnosti představeni 8. ledna 2018. Mezi 8. a 22. lednem 2018 probíhalo hlasování veřejnosti skrze oficiální Eurovision aplikaci (tzv. online voting). Zároveň sestavilo 10 mezinárodních porotců, kteří byli vybráni z řad bývalých účastníků Eurovize, celkovou TOP 6, přičemž bodování každého z porotců bylo následující - 1. místo 8 bodů, 2. místo 6 bodů, 3. místo 4 body, 4.-6. místo 3-1 bod. Dne 23. ledna 2018 bylo oznámeno, že hlasování mezinárodní poroty vyhrál se 68 body z možných 80 Mikolas Josef. Hlasování mezinárodní poroty a hlasování skrze oficiální Eurovision aplikaci probíhalo v poměru 50:50.
Dne 29. ledna byly zveřejněny celkové výsledky a vítězem národního kola ESCZ 2018 se stal právě Mikolas Josef, který kromě hlasování mezinárodní poroty (tzv. jury voting) vyhrál také online voting.
| Umělec        | Skladba              | Skladatelé                                 | Porota | Porota | Hlasování veřejnosti | Celkem | Pořadí |
| Umělec        | Skladba              | Skladatelé                                 | Celkem | Body   | Hlasování veřejnosti | Celkem | Pořadí |
| ------------- | -------------------- | ------------------------------------------ | ------ | ------ | -------------------- | ------ | ------ |
| Debbi         | „High on Love“       | Ellie Wyatt, Jon Hällgren, Mahan Moin, DWB | 54     | 6      | 3                    | 9      | 2      |
| Doctor Victor | „Stand Up“           | Doctor Victor                              | 30     | 3      | 1                    | 4      | 5      |
| Eddie Stoilow | „We Rule This World“ | Jan Žampa, Jan Martínek                    | 27     | 2      | 2                    | 4      | 5      |
| Eva Burešová  | „Fly“                | Václav Noid Bárta, David Vostrý            | 27     | 2      | 6                    | 8      | 3      |
| Mikolas Josef | „Lie to Me“          | Mikolas Josef                              | 68     | 8      | 8                    | 16     | 1      |
| Pavel Callta  | „Never Forget“       | Pavel Callta                               | 34     | 4      | 4                    | 8      | 3      |

## Eurovize
Eurovize 2018 se konala mezi 8. až 12. květnem 2018 v lisabonské Altice Aréně. První semifinále proběhlo 8. května, druhé 10. a finále 12. Celkem se v roce 2018 účastnilo této soutěže 43 států. Komentátorem všech představení byl Libor Bouček.
Mikolas Josef vystupoval na pódiu s dvěma dalšími tanečníky/akrobaty – Kristiánem a Markem Mensou. Ve zpěvu ho v některých částech skladby doprovázely dvě zpěvačky.
Josef při trénování na vystoupení utrpěl zranění zad. Způsobil si ho při trénování salta, které bylo součástí vystoupení.

### Semifinále
Mikolas Josef se s touto písní v prvním semifinále Eurovision v portugalském Lisabonu umístil na třetím místě z devatenácti. Postoupil tak jako druhý Čech v historii do finále soutěže. Na televizní stanici ČT2 vystoupení sledovalo 112 000 lidí.

### Finále
Ve finále skončil Josef šestý, což je historicky nejlepší výsledek Česka v této soutěži. U diváků byl v hlasování čtvrtý, u porotců až patnáctý. Na televizní stanici ČT1 vystoupení sledovalo 295 000 diváků. V roce 2017 byla sledovanost 200 000, kdežto rok předtím při prvním postupu do finále 336 000.

## Po Eurovizi
Pro české fanoušky bylo po příletu české delegace z Lisabonu připraveno představení. Konalo se 14. května na Václavském náměstí v Praze, navštívilo ho přibližně tisíc lidí. Kromě Lie to Me zaznělo několik dalších Mikolasových skladeb.